# Semproniusz Asellion
Sempronius Asellio (ur. ok. 160 p.n.e., zm. ok. 90 p.n.e.) – rzymski historyk.
O nim samym wiadomo tylko to, że służył jako trybun wojskowy podczas walk o Numancję w 133 p.n.e. Jego zachowane tylko we fragmentach dzieło, które mogło nazywać się Res gestae, Res Romanae lub Historiae składało się z czternastu (lub więcej) ksiąg i przedstawiało wydarzenia prawdopodobnie od 146 p.n.e. do co najmniej śmierci trybuna ludowego Marka Liwiusza Druzusa w 91 p.n.e. Asellion był krytykiem historiografii analistycznej i przeciwstawiał jej pragmatyczną metodę przedstawiania historii, był też pierwszym historykiem, który nakreślił koncepcję historiograficzną. W zachowanych fragmentach swojego dzieła twierdził, że opisy wojny powinny przedstawiać nazwisko konsula prowadzącego wojnę, a także jaki miała przebieg i kto ją wygrał, przez co uważa się, że miał podobne do Polibiusza koncepcje historiograficzne. Stwierdzał też, że historia powinna wzbudzać chęć obywateli do obrony państwa i jednocześnie powstrzymywać ich od czynienia zła. Jego dzieło posiadało prosty i niewyszukany język, przez co Asellion był w późniejszych czasach krytykowany przez Cycerona. Za kontynuatora dzieła Semproniusza uważany jest Lucjusz Korneliusz Sisenna.